# 長臂獵龍屬
長臂獵龍屬（學名：Tanycolagreus）是種獸腳亞目恐龍，屬於虛骨龍類，生存於晚侏儸紀的北美洲。正模標本發現於懷俄明州奧爾巴尼縣的Bone Cabin採石場，該地屬於莫里遜組，年代為牛津階到提通階。長臂獵龍的詞源來自於古希臘文，tany意為「長」，kolon意為「四肢」，agreus意為「獵人」，意指牠們長的前肢；種名是以George Top Wilson為名。
正模標本（編號TPII 2000-09-29）是一個部份骨骸，包含不完整的顱骨、下頜、大部分顱後骨骸。另外還發現了兩個副模標本，其中一個不完整手部，原先被歸類為赫氏嗜鳥龍（Ornitholestes hermanni），也是發現於Bone Cabin採石場；另一個是前上頜骨，原先被歸類於克里夫蘭史托龍（Stokesosaurus clevelandi），發現於猶他州克利夫蘭勞埃德採石場。莫里遜組發現長臂獵龍化石，發現於第2地層帶，第5地層帶曾發現一些化石，可能也屬於長臂獵龍。關於顱骨的資訊較身體部分少，目前只發現以下部分：左鼻骨、左淚骨、左前上頜骨、一顆前上頜骨牙齒、左眶後骨、左方軛骨、不完整的左鱗狀骨、右方骨、左夾骨、左關節骨、以及兩顆頰齒。

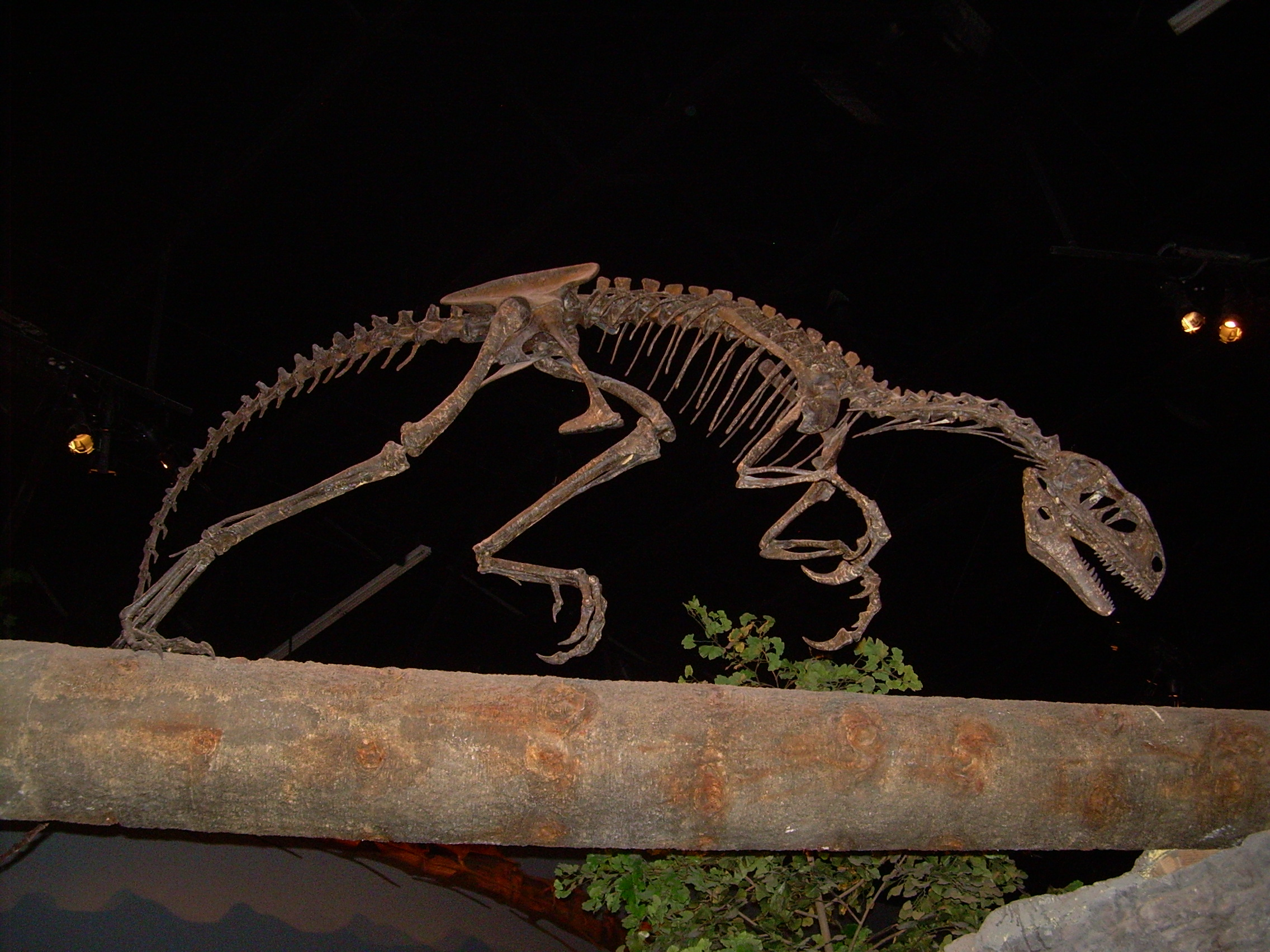
長臂獵龍的骨架 - 北美洲古生物博物館

在2005年，卡彭特等人判定長臂獵龍的正模標本是個亞成年體，身長接近3.3公尺。而發現於克利夫蘭勞埃德的前上頜骨，屬於較大的個體，身長4公尺，由於無法判斷該副模標本是否為成年體，所以無法得知長臂獵龍的完全成長體型。目前還沒有詳細的長臂獵龍種系發生學研究，卡彭特等人認為在莫里遜組中，長臂獵龍的最近親是虛骨龍，但前者具有較多原始特徵。猶他州的一個博物館正展出長臂獵龍的重建模型，但被標名為鳥臀目的雷克斯奧斯尼爾龍（Othnielia rex）。

## 鑑定特徵

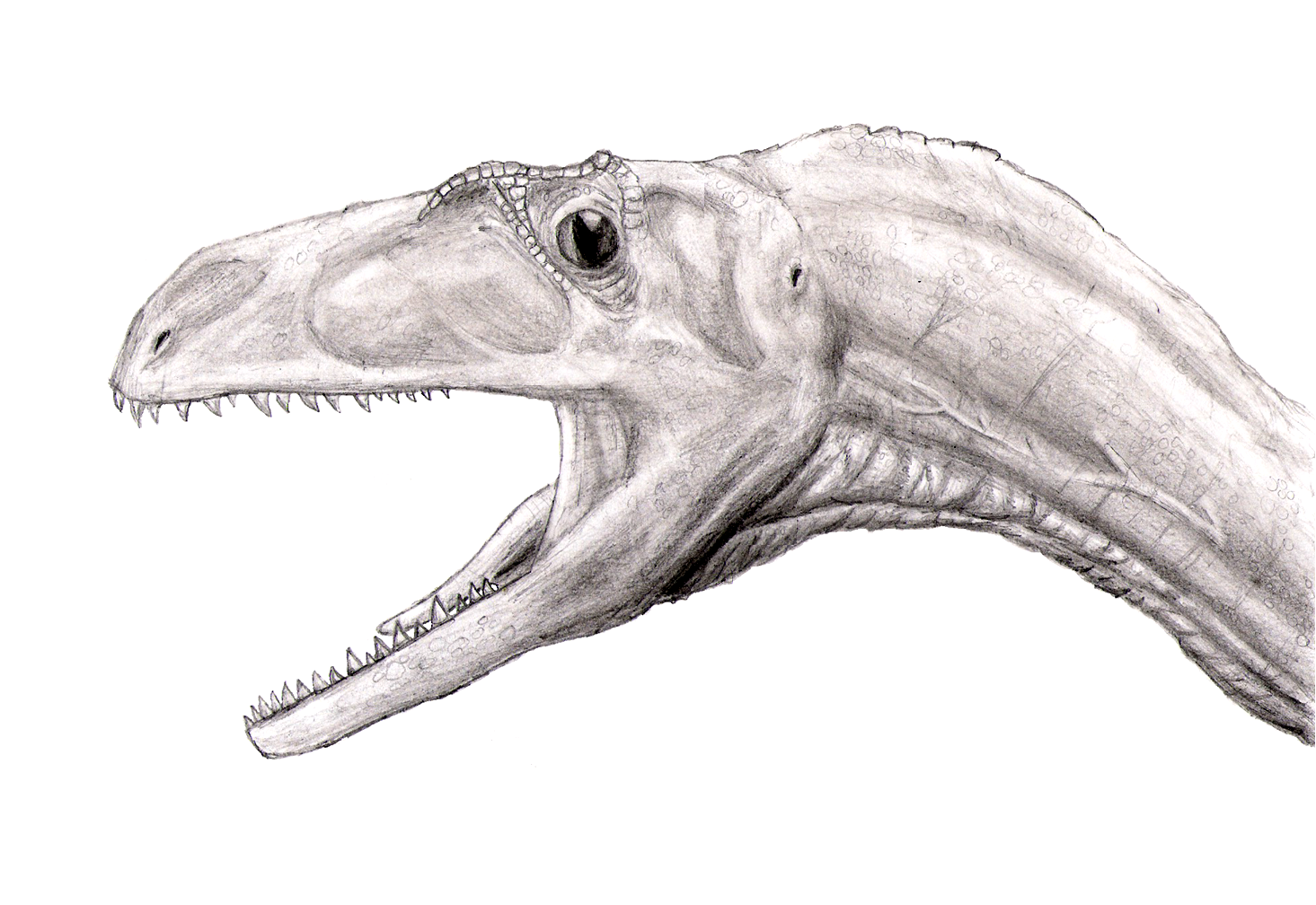
長臂獵龍的頭部側面

卡彭特等人將長臂獵龍鑑定為一種中等大小的堅尾龍類，有以下特徵：鼻突底部的孔，將前上頜骨分隔開、眶後骨有眶突、方軛骨是T字形、背椎有中骨幹骨板。
長臂獵龍與虛骨龍的差別在於：背椎前段缺乏側腔、尾椎後段的前關節突（Prezygapophyses）只有椎體的1/3長、短而筆直的肱骨幹、彎的橈骨、恥骨尾端的底部平坦、股骨幹筆直、蹠骨的長度接近橈骨。
與嗜鳥龍的不同處有：前上頜骨的前緣筆直，而非圓形、方軛骨是T字形，而非L字形、長神經棘、尾椎後段的前關節突只有椎體的1/3長，而非1/2、橈骨長而彎曲，而非粗而筆直。正模標本的唯一前上頜骨嚴重地損壞，但可看出不對稱的橫剖面，這是獸腳亞目的特徵；頰齒狀況太差，無法看出任何特徵。

## 分类
卡彭特等人原本将长臂猎龙归类于虚骨龙科。他们认为长臂猎龙虽然保留了“原始”特征，但比其他莫里逊组的兽脚亚目更接近于虚骨龙属。而Philip Senter在2007年的系统发生学研究显示长臂猎龙属于暴龙超科的原始成员。之后的研究将其归类为原始的虚骨龙类。